# Americij
Americij je kemijski element atomskog (rednog) broja 95 i atomske mase 243. U periodnom sustavu elemenata predstavlja ga simbol Am.
Ime je dobio po dvjema Amerikama, Južnoj i Sjevernoj, u analogiji s europijem. Otkriven je 1944. godine.

## Povijest
Americij su bombardiranjem plutonija neutronima u nuklearnom reaktoru, 1944. godine u Chicagu otkrili znanstvenici Seaborg, James, Morgan i Ghiorso.

## Svojstva americija
Americij je srebrni, sjajni radioaktivni metal. U periodnom sustavu elemenata pripada grupi aktinoida. Talište mu je na 1176, a vrelište na 2011 stupnjeva Celzija. Gustoća mu je 13,7 kg/l, odnosno 13,7 grama po kubičnom centimetru.

## Americij u gospodarstvu
U obliku izotopa americij-243 proizvodi se od plutonija. Taj je izotop vrlo stabilan, s vremenom poluraspada od 7370 godina. Najveći dio americija upotrebljava se u znanstvenim istraživanjima, dok se manji udio izotopa americij-241 (čije je vrijeme poluraspada 430 godina) koristi kao radioaktivni izvor za gama-radiografiju. U širokoj je uporabi kao americijev oksid u proizvodnji detektora dima u kojima njegovo alfa-zračenje ionizira zrak između dviju elektroda, stvarajući tako električni tok. Strujni tok prati se pomoću elektroničkog kruga koji uključuje znak za uzbunu kada se protok struje smanji ispod određene razine. To se događa u trenutku kada se između dviju elektroda pojavi dim. Čestice čađe tada upijaju ione a to smanjuje struju. Svake se sekunde u detektoru dima događa radioaktivni raspad oko 33 000 americijevih atoma što rezultira radioaktivnim alfa-zračenjem, no to ne predstavlja opasnost po korisnike jer alfa-čestice ne mogu proći kroz čvrstu tvar, čak ni kroz običan list papira. Čak i kada su alfa-čestice emitirane u zrak, njihov domet je svega nekoliko centimetara, budući da se sudaraju s molekulama kisika ili dušika. U tom sudaru, alfa-čestica ugrabi elektrone i postaje atom helija. Jedan gram americija dovoljan je za otprilike 5 000 detektora dima. 
Gama-zrake koje emitira americij kraće su valne duljine od rendgenskih zraka, što ih čini prodornijima. Nekad su se, stoga, u radiografiji koristile za određivanje mineralnog sastava kosti i količine masti u masnom tkivu, no ta je praksa danas napuštena. 

## Zanimljivosti
Objava otkrića americija dogodila se na vrlo neobičan način – dana 11. studenoga 1945. u dječjoj radioemisiji pod nazivom "Dječji kviz" sudjelovao je jedan od otkrivača ovog elementa, Glenn T. Seaborg, koji je tada objavio otkriće novog elementa. Inače, americij je, kao i element kirij, otkriven u tajnom procesu razvoja nuklearnog oružja te je otkriće čuvano do kraja Drugog svjetskog rata. Ime americij predložio je sam Seaborg, po kontinetnu na kojem je novi element otkriven.